# Zuidoost-Duits voetbalkampioenschap 1923/24
In 1923/24 werd het dertiende voetbalkampioenschap gespeeld dat georganiseerd werd door de Zuidoost-Duitse voetbalbond. De Breslauer Sportfreunde werden kampioen en plaatsten zich voor de eindronde om de Duitse landstitel. De club verloor in de eerste ronde van Hamburger SV.

## Deelnemers aan de eindronde
| Club                              | Gekwalificeerd als          |
| --------------------------------- | --------------------------- |
| Vereinigte Breslauer Sportfreunde | Kampioen van Midden-Silezië |
| FC Viktoria Forst                 | Kampioen van Neder-Lausitz  |
| SC Jauer 1920                     | Kampioen van Neder-Silezië  |
| Saganer SV                        | Kampioen van Opper-Lausitz  |
| SC Vorwärts Gleiwitz              | Kampioen van Opper-Silezië  |

## Eindronde
| Plaats | Club                              | Wed. | W | G | V | Saldo | Ptn. |
| ------ | --------------------------------- | ---- | - | - | - | ----- | ---- |
| 1.     | Vereinigte Breslauer Sportfreunde | 4    | 4 | 0 | 0 | 16:6  | 8:0  |
| 2.     | FC Viktoria Forst                 | 4    | 3 | 0 | 1 | 13:3  | 6:2  |
| 3.     | SC Jauer 1920                     | 4    | 1 | 0 | 3 | 7:12  | 2:6  |
| 4.     | Saganer SV                        | 4    | 1 | 0 | 3 | 6:13  | 2:6  |
| 5.     | SC Vorwärts Gleiwitz              | 4    | 1 | 0 | 3 | 10:18 | 2:6  |

|  | Kampioen, geplaatst voor de nationale eindronde |